# Visitor (bergskedja i Montenegro)
Visitor är en bergskedja i Montenegro. Den ligger i den östra delen av landet.
Visitor sträcker sig 12,0 km i öst-västlig riktning. Den högsta toppen är Greben, 2 196 meter över havet.
Topografiskt ingår följande toppar i Visitor:
- Baljica
- Briđe
- Debela Žila
- Drekina Kosa
- Elezova Kosa
- Garevine
- Glava
- Goveđak
- Greben
- Jagnjičar
- Kodra Ujkova
- Kruškova Glava
- Lipovica
- Lipovica
- Maja Mehit
- Mali Vrh
- Otova Glava
- Rogovi
- Samar
- Šaren Krš
- Smetine
- Tatarija
- Ugljenovačka Glava
- Velji Vrh
- Vrh Somina
- Zeletin